# استیون زایلیان
استیون ارنست برنارد زایلیان (انگلیسی: Steven Ernest Bernard Zaillian)؛ (ارمنی: Սթիվեն Զաիլյան)؛ زادهٔ ۳۰ ژانویهٔ ۱۹۵۳) فیلم‌نامه‌نویس، تهیه‌کننده، کارگردان و تدوین‌گر آمریکایی ارمنی‌تبار است.

## زندگی
استیون زایلیان در سال ۱۹۵۳ در فرزنو ایالت کالیفرنیا به دنیا آمد. پدرش «جیم زایلیان» یک گزارشگر اخبار رادیویی و اصالتاً ارمنی بود. او وارد دانشگاه ایالتی سونوما در کالیفرنیا شد و در سال ۱۹۷۵ از دانشگاه ایالتی سان فرانسیسکو در رشته سینما فارغ‌التحصیل شد. زایلیان در رشته‌های فیلمنامه‌نویسی، کارگردانی، تهیه‌کنندگی و تدوین فیلم فعالیت دارد. او برای فیلم‌نامه فیلم فهرست شیندلر موفق به دریافت جوایز مختلفی از جمله اسکار، گلدن گلاب و بافتا شد. او امروز به یکی از موفق‌ترین فیلم‌نامه‌نویسان هالیوود تبدیل شده‌است. او اکنون در لس آنجلس زندگی می‌کند.
وی بنیان‌گذار شرکت تهیه فیلم با نام فیلم رایتس (Film Rites) می‌باشد.

## بخشی از فیلم‌شناسی
| سال  | فیلم                    | کارگردان فیلم | تهیه‌کننده | فیلم‌نامه‌نویس | تدوین فیلم |
| ---- | ----------------------- | ------------- | --------- | ------------ | ---------- |
| ۱۹۹۰ | بیداری‌ها                |               |           | آری          |            |
| ۱۹۹۳ | فهرست شیندلر            |               |           | آری          |            |
| ۱۹۹۶ | مأموریت غیرممکن         |               |           | آری          |            |
| ۱۹۹۸ | فعالیت مدنی             | آری           | اجرایی    | آری          |            |
| ۲۰۰۱ | هانیبال                 |               |           | آری          |            |
| ۲۰۰۲ | دارودسته‌های نیویورکی    |               |           | آری          |            |
| ۲۰۰۵ | مترجم                   |               |           | آری          |            |
| ۲۰۰۶ | همه مردان پادشاه        | آری           | آری       | آری          |            |
| ۲۰۰۷ | گانگستر آمریکایی        |               | اجرایی    | آری          |            |
| ۲۰۱۱ | مانیبال                 |               |           | آری          |            |
| ۲۰۱۱ | دختری با خالکوبی اژدها  |               | اجرایی    | آری          |            |
| ۲۰۱۲ | نور سرد روز             |               | اجرایی    |              |            |
| ۲۰۱۴ | خروج: خدایان و پادشاهان |               |           | آری          |            |
| ۲۰۱۶ | آن شب                   | آری           | آری       | آری          |            |
| ۲۰۱۷ | جنگ جریان               |               | آری       |              |            |
| ۲۰۱۸ | گنجشک سرخ               |               | آری       |              |            |
| ۲۰۱۹ | مرد ایرلندی             |               |           | آری          |            |